# Mesoregione di Araraquara
Araraquara è una mesoregione dello Stato di San Paolo, in Brasile.

## Microregioni
Comprende 2 microregioni:
- Araraquara
- São Carlos